# Црква Видовдан
Црква Видовдан је средњовековни споменик који се налази у Стогазовцу, између Лисичјег и Здравачког камена, на десној обали Стогазовачке (Зубетиначке) реке. По предању како наводи Б. Бошковић, „Подигао је нико други но Цар Лазар” што је историјски гледано мало вероватно.

## Историјат
Црква је подигнута на старим темељима 1939. године. Обновио ју је мештанин Ранђел Раја Станисављевић који се као заветник помиње се само у натпису изнад улазних врата обновљене цркве.
Као посебна историјска знаменитост села издваја се средњовековна црква Видовдан, саграђена на темељима раније цркве Крстовдан, о чему сведочи и натпис на заветном крсту иза олтара цркве. У кориту реке се налази извор Божја трпеса који никад није пресушио, а приписују му се и лековита својства. Поред извора је пронађен римски жртвеник, што доказује његову издашност још у античко доба.